# Prados del Este (Caracas)
Prados del Este es una moderna urbanización del este de Caracas.

## Datos
Al principio del siglo XX el área donde ahora se levanta "Prados del Este" era una hacienda cafetalera de nombre Hacienda Las Mercedes.
El arquitecto Jorge Romero hizo los primeros planos de la urbanización durante los años cincuenta, en terrenos que fueron drenados porque existía en el lugar un área insalubre llamada "la Cienaga".
Inicialmente la urbanización atravesó un período crítico, pero -con la construcción de la autopista homónima entre Las Mercedes y el Hatillo- en 1961 empezó a desarrollarse como lugar de quintas de cierto lujo para la sociedad medio-alta caraqueña.
La urbanización ahora pertenece al Municipio Autónomo de Baruta, ubicada en el sector este de la ciudad de Caracas, en el Estado Miranda (10° 28' 30" N, 66° 51' 0" O). Esta urbanización nació exclusivamente como una zona de uso residencial y cuenta con dos pequeños parques (llamados "Codazzi" y "Morichal"). Cuenta con tres avenidas de importancia: Avenida Principal, Avenida El Paseo y Avenida El Parque. Probablemente sea la única urbanización en Caracas en la que se ha respetado por muchos años la zonificación original y no se han construido edificaciones habitacionales multifamiliares. Prados del Este solo tiene construcciones unifamiliares en lo que respecta a viviendas (Casas y Quintas) Este hecho tiene tanta importancia para los vecinos de la urbanización que el proyecto original del centro comercial Galerías De Prados del Este, proyecto promovido originalmente por el Banco de Venezuela en los años setenta fue modificado y se eliminó una torre de más de 10 pisos que el proyecto contemplaba.
Actualmente Prados del Este tiene problemas de congestión viaria: el acelerado crecimiento de la población y el congestionamiento automotor se han convertido en problemáticas centrales en la Autopista Prados del Este, llegándose a planificar la construcción de un segundo piso para la autopista. Cabe agregar que este problema tiene su raíz en la vialidad que conecta esta urbanización con otras en la periferia como Alto Prado teniendo esta última una densidad de población muy superior a Prados del Este y sin vías de comunicación de importancia alternas.